# Bahnhof Friedensdorf (Lahn)
Der Bahnhof Friedensdorf (Lahn) ist ein Durchgangsbahnhof in Friedensdorf im Hessischen Hinterland und liegt am Streckenkilometer 68,6 der Oberen Lahntalbahn. Der Bahnhof ist zentraler Nahverkehrsknotenpunkt der Gemeinde und steht als Gesamtanlage – dazu gehört neben dem Empfangsgebäude mit angeschlossenem Fachwerkgüterschuppen ein weiterer Güterschuppen jenseits der Gleise sowie die in Sichtweite noch vorhandenen Formsignale – unter Denkmalschutz. im regulären Betrieb dient er als Kreuzungsbahnhof.

## Geschichte
Der Bahnhof wurde im Zuge der Strecke Kreuztal–Cölbe bei Streckenkilometer 68,6 von der Bergisch-Märkischen Eisenbahn-Gesellschaft geplant und 1883 nach deren Übernahme durch die Preußischen Staatsbahnen gebaut. Eröffnet wurde der Bahnhof zusammen mit dem gesamten Streckenabschnitt von Cölbe nach Laasphe am 19. März (Güterverkehr) bzw. am 2. April 1883 (Personenverkehr). Zunächst stand an der Stelle des heutigen Bahnhofsgebäudes ein einfacher Holzschuppen. Der Bau des Empfangsgebäudes fand erst 1908 auf Grundlage eines Typenentwurfs des Regierungsbaumeisters Alois Holtmeyer statt.
Im Sommer 2011 war die Obere Lahntalbahn zwischen Buchenau und Biedenkopf sechs Wochen lang gesperrt. In dieser Zeit wurden im Bahnhof Friedensdorf Gleise, Weichen und Signale erneuert. Außerdem wurde der erst 2004 sanierte Außenbahnsteig und der Zwischenbahnsteig durch einen barrierefreien und mit taktilen Blindenleitstreifen ausgestatteten Mittelbahnsteig ersetzt.

## Bedienungsangebot

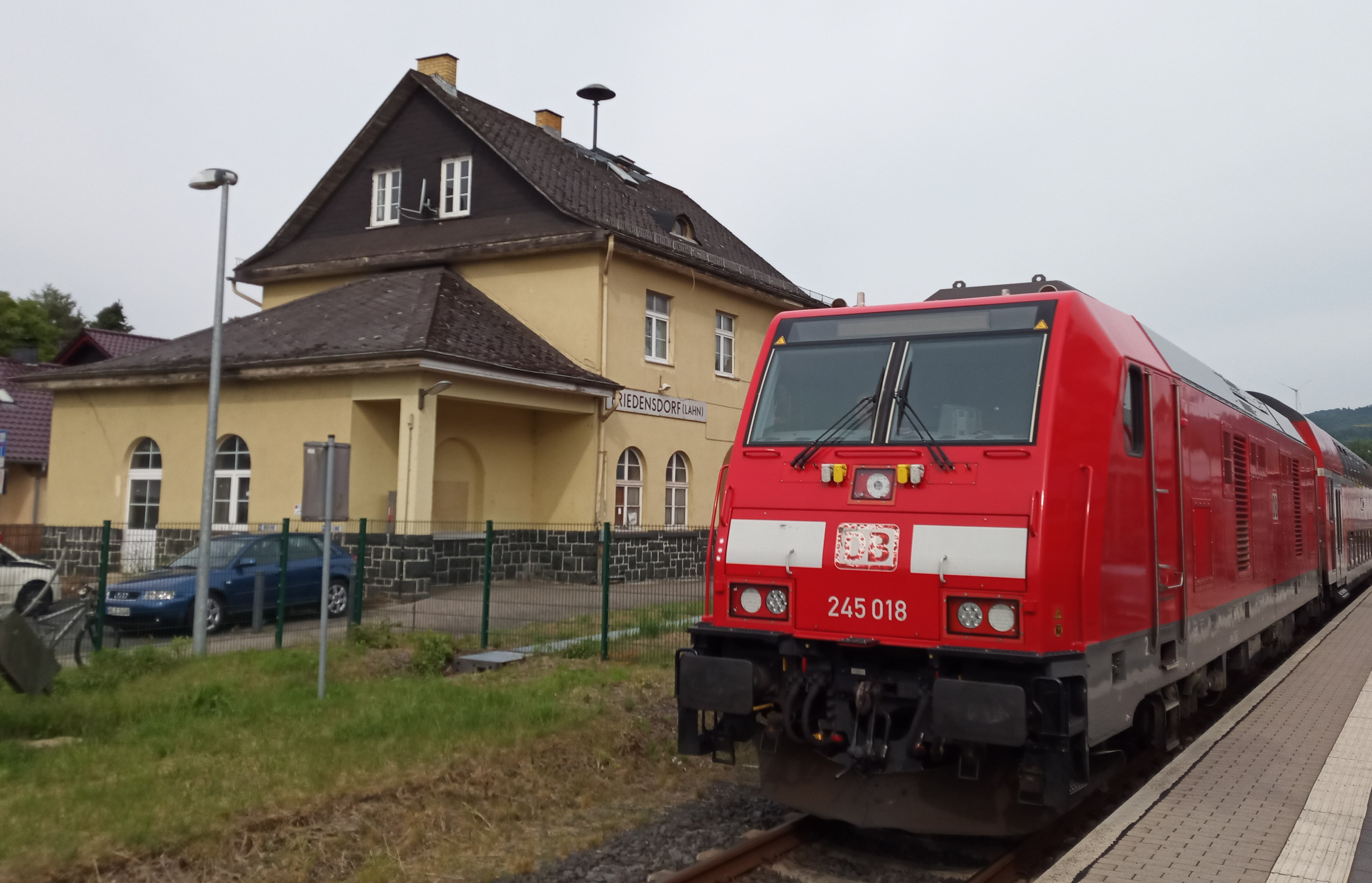
Sonderzug während Lahntal total 2022, Baureihe 245 (Traxx)

Der Bahnhof liegt im Gebiet des Rhein-Main-Verkehrsverbundes (RMV) und ist der Umsteigepunkt zwischen der Oberen Lahntalbahn (RB 94) sowie der regionalen Buslinie 481 (Marburg-Bad Laasphe), den lokalen Buslinien MR-41, MR-51, MR-52 und MR-57 und den AST-Linien MR-52 und MR-50.
| Linie | Verlauf | Takt                                      |
| ----- | --- | ----------------------------------------- |
| RB 94 | Obere Lahntalbahn: Marburg (Lahn) – Cölbe – Lahntal-Sarnau – Goßfelden – Sterzhausen – Caldern – Buchenau (Lahn) – Friedensdorf (Lahn) – Wilhelmshütte (Lahn) – Biedenkopf – Biedenkopf Campus – Wallau (Lahn) – Bad Laasphe-Niederlaasphe – Bad Laasphe – Feudingen – Oberndorf (Wittgenstein) – Leimstruth – Schameder – Erndtebrück ( – Hilchenbach – Kreuztal – Siegen Hbf – Betzdorf (Sieg)) (2 Zugpaare Samstags von/bis Betzdorf) Stand: Fahrplanwechsel Dezember 2021 | 120 min 60 min (Marburg–Laasphe werktags) |

## Bahnanlagen

### Bahnsteige
Der Hausbahnsteig lag bis Sommer 2011 an Gleis 2 und wurde regelmäßig für Züge in Richtung Marburg verwendet. Der Zwischenbahnsteig lag zwischen den Gleisen 2 und 3 und wurde für Züge in Richtung Bad Laasphe/Erndtebrück verwendet. Im Zuge der 2011 erfolgten kompletten Erneuerung des Bahnhofs wurde der Zwischenbahnsteig des Gleises 3 durch einen neuen Mittelbahnsteig ersetzt, der nun beiden Gleisen dient. Dazu wurde der Gleisabstand vergrößert und der alte Seitenbahnsteig abgetragen. Außerdem wurde Gleis 2 in Gleis 1 und Gleis 3 in Gleis 2 umbenannt.

### Gleis-, Signal- und Sicherungsanlagen
Zukünftig wird der Zugbetrieb für die Obere Lahntalbahn sowie für die Burgwaldbahn über das neu errichtete elektronische Stellwerk in Friedensdorf gesteuert. Die notwendigen Anlagen dafür wurden in den Jahren 2010 und 2011 errichtet.

### Empfangsgebäude
Das Empfangsgebäude beruht auf einem Typenentwurf von Alois Holtmeyer. Der zweigeschossige Putzbau liegt auf der Dorfseite traufenständig südlich der Strecke und besitzt einen Basaltsockel sowie ein mit Schiefer gedecktes Satteldach. Dabei befindet sich straßenseitig an der südwestlichen Ecke des Empfangsgebäudes ein Zwerchhaus, beidseitig – jeweils mittig angeordnet – eine kleine Fledermausgaube. 
Ebenfalls geschiefert ist der Giebel mit ausgeführtem Fußwalm. Südöstlich anschließend befindet sich ein zum Empfangsgebäude gehörender eingeschossiger Anbau mit verschiefertem Walmdach. Gleisseitig befindet sich dort eine kleine offene Wartehalle.

## Umfeld

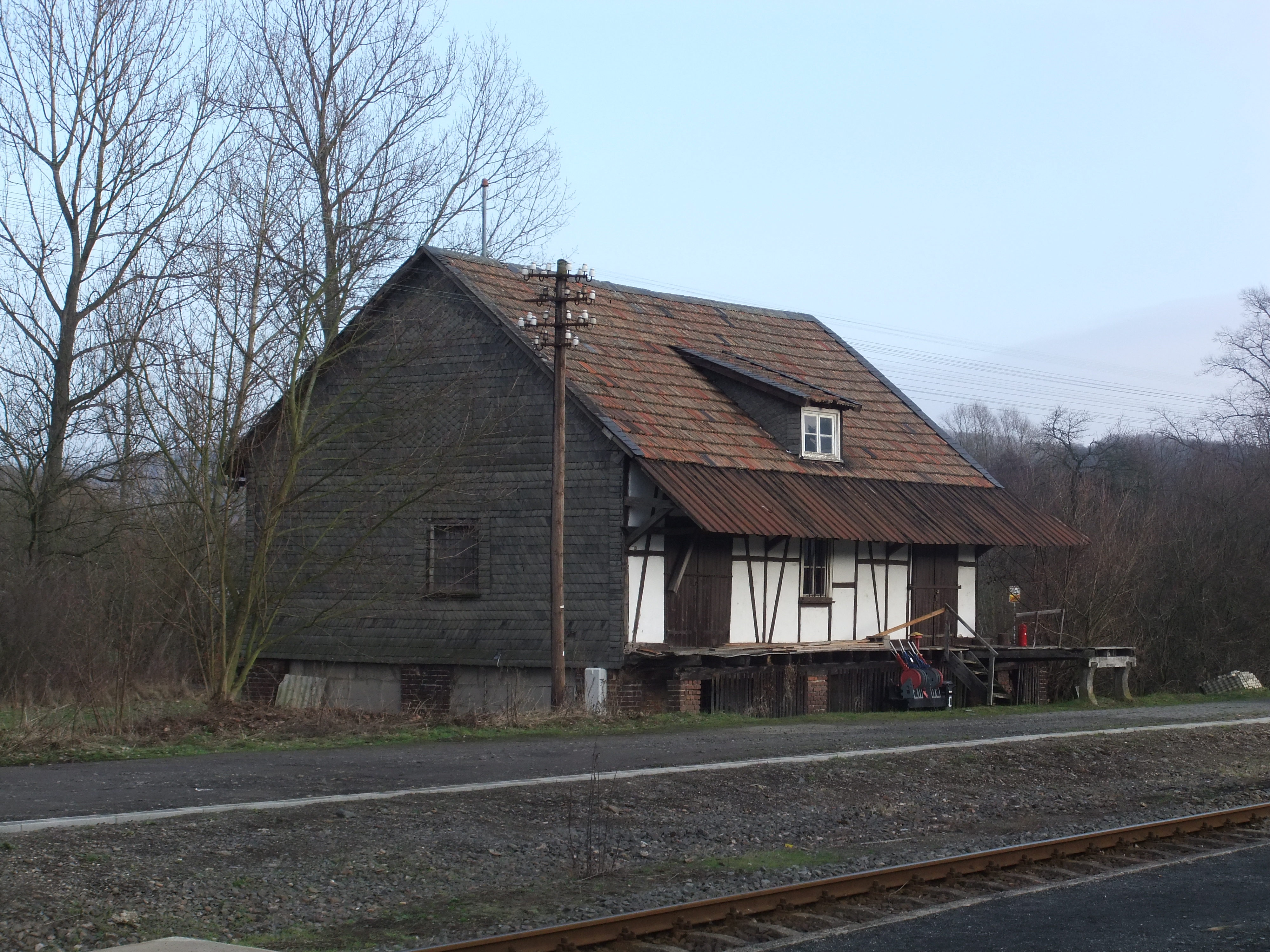
Denkmalgeschützter Güterschuppen nordöstlich des Empfangsgebäudes

Die Bahnstrecke tangiert den nordöstlichen Ortsrand in einem Bogen von Osten her kommend und verläuft nach Nordwesten hin in Richtung Biedenkopf. Der Bahnhof befindet sich dorfseitig in Seitenlage niveaugleich zur Trasse an der Verbindungsstraße in Richtung Wilhelmshütte.

### Barrierefreiheit
Der Zugang zum Bahnhofsgelände wurde mit dem Bahnhofsumbau 2004 barrierefrei gestaltet. Dazu wurde das nicht mehr genutzte Gleis 1 vollständig entfernt und an das Niveau des neuen gepflasterten Hausbahnsteiges an Gleis 2 angepasst. Taktile Leiteinrichtungen wurden an Gleis 2 ebenfalls verbaut.
Der Zugang zum Gleis 3 erfolgte ebenerdig und Gleis 2 querend. Der unbefestigte Schotterbahnsteig an Gleis 3 wies eine Bahnsteighöhe von weit unter 55 cm auf. Erschwerend waren die in Friedensdorf haltenden Züge der Baureihe 628 nicht barrierefrei, sodass Menschen mit Gehbehinderung (Rollstuhl- oder Fahrradfahrer, Eltern mit Kinderwagen usw.) in aller Regel im Bahnhof nicht oder nur beschwert ohne fremde Hilfe ein- oder aussteigen konnten. Seit 2018 sind nun barrierefreie und niederflurige Dieseltriebwagen der Baureihe 642 im Einsatz.
Der 2011 neu errichtete Mittelbahnsteig ist barrierefrei und weist eine Höhe von 55 cm auf. Er ist über eine mit Blindenleitstreifen ausgestattete Rampe erreichbar. Allerdings muss Gleis 1 überquert werden, da keine Über- oder Unterführung vorhanden ist.